# Lista do Patrimônio Mundial na França
A Organização das Nações Unidas para a Educação, a Ciência e a Cultura (UNESCO) propôs um plano de proteção aos bens culturais do mundo, através do Comité sobre a Proteção do Património Mundial Cultural e Natural, aprovado em 1972. Esta é uma lista do Patrimônio Mundial existente na França, especificamente classificada pela UNESCO e elaborada de acordo com dez principais critérios cujos pontos são julgados por especialistas na área. Histórico berço de uma das mais influentes e impactantes sociedades ocidentais em termos de cultura, ciência e política, a França ratificou a convenção em 27 de junho de 1975, tornando seus locais históricos elegíveis para inclusão na lista.
A França conta com 53 locais listados como Patrimônio Mundial pela UNESCO, dos quais 44 são de interesse Cultural, 7 de interesse Natural e 2 sítios de interesse Misto. Seis sítios (Caminhos de Santiago em França, Campanários da Bélgica e da França, O Trabalho Arquitetônico de Le Corbusier, Sítios palafíticos pré-históricos em redor dos Alpes, Pirenéus–Monte Perdido, Grandes cidades termais da Europa e Sítios funerários e memoriais da Primeira Guerra Mundial) são compartilhados com outros países. Por outro lado, seis outros sítios (Taputapuatea, Picos, circos e escarpas da Ilha da Reunião, Terras e Mares Austrais Franceses e Lagoas da Nova Caledónia, Vulcões e florestas do Monte Pelée e Pitons do Norte da Martinica e Ilhas Marquesas) estão localizados em territórios de ultramar. 
O sítio Monte Saint-Michel e sua baía foi o primeiro bem da França incluído na lista do Patrimônio Mundial, em 1979 por ocasião da 3ª Sessão do Comitê do Patrimônio Mundial, realizada no Cairo, Egito. O sítio mais recente até a data presente é o Arquipélago das Marquesas, santuário natural marinho de grande biodiversidade na Polinésia Francesa, incluído em 2024.

## Bens culturais e naturais
A França conta atualmente com os seguintes sítios declarados como Patrimônio Mundial pela UNESCO:
| | Monte Saint-Michel e a sua baía |
| Bem cultural inscrito em 1979; estendido em 2007. |                                 |
| Localização: Bretanha |                                 |
| Nos confins de Normandia e Bretanha, em meio a imensas extensões de areia formadas pelos embates de fortes marés, se encontram esculpidas numa ilhota rochosa a abadia gótica beneditina consagrada ao Arcanjo Miguel e a aldeia nascida nos limites de suas muralhas. A construção desta "maravilha do Ocidente" durou desde o século XI ao século XVI e foi uma verdadeira façanha técnica e artística. (UNESCO/BPI) |                                 |

| | Palácio e Parque de Versailles |
| Bem cultural inscrito em 1979. |                                |
| Localização: Ilha de França |                                |
| Lugar predileto de residência da monarquia francesa entre os reinados de Luís XIV e Luís XVI, o Palácio de Versalhes, embelezado por sucessivas gerações de arquitetos, escultores, decoradores e paisagistas, foi durante mais de um século o modelo de palácio real por excelência em toda a Europa. (UNESCO/BPI) |                                |

| | Catedral de Chartres |
| Bem cultural inscrito em 1979. |                      |
| Localização: Loire |                      |
| Construída a partir de 1145 e recomeçada após o incêndio sofrido em 1194, a construção da Catedral de Chartres foi finalizada anos depois deste incidente. Representante do apogeu da arte gótica francesa, a catedral dotada de uma vasta nave do mais puro estilo ogival, de pórticos ornados com admiráveis esculturas de meados do século XII e de magníficos vitrais dos séculos XII e XIII é uma obra-prima excepcionalmente bem conservada. (UNESCO/BPI) |                      |

| | Sítios pré-históricos e grutas decoradas do vale do Vézère |
| Bem cultural inscrito em 1979. |                                                            |
| Localização: Nova Aquitânia |                                                            |
| O sítio pré-histórico do Vale do Vézère compreende 147 locais arqueológicos e 25 grutas ornamentadas com pinturas parietais que oferecem um interesse antropológico e estético excepcionais. As mais importantes se localizam nas grutas de Lascaux, cujo descobrimento em 1940 marcou um feito na história da arte pré-histórica. As cenas de caça representadas nestas são de uma composição admirável e compreendem cem figuras de animais executadas com um agudo sentido de observação, que assombram por sua grande riqueza de coloridos e seu vívido realismo. (UNESCO/BPI) |                                                            |

| | Basílica e Colina de Vézelay |
| Bem cultural inscrito em 1979. |                              |
| Localização: Borgonha |                              |
| Pouco depois de sua fundação no século XI, o monastério beneditino de Vézelay adquiriu as relíquias de Santa Maria Madalena e se converteu num importante local de peregrinação. Aqui foi onde iniciou São Bernardo a Segunda Cruzada em 1146 e também onde se encontraram Ricardo, Coração de Leão e o rei Felipe Augusto de França para empreender a Terceira em 1190. Com seu pórtico e capitéis magnificamente esculpidos, a basílica de Santa Maria Madalena, igreja monástica do século XII, é uma obra de arte e arquitetura românica borgonhesa. (UNESCO/BPI) |                              |

| | Palácio e Parque de Fontainebleau |
| Bem cultural inscrito em 1981. |                                   |
| Localização: Ilha de França |                                   |
| Situado no coração de um grande bosque da região de Ilha de França, este palácio foi em suas origens um pavilhão de caça utilizado pelos monarcas franceses desde o século XII. No século XVI, o rei Francisco I o transformou, ampliou e embelezou, porque pretendia torná-lo uma "nova Roma". Seu edifício de inspiração italiana, rodeado por um vasto parque, é resultado do encontro entre a arte do Renascimento e as tradições artísticas francesas. (UNESCO/BPI) |                                   |

| | Catedral de Amiens |
| Bem cultural inscrito em 1981. |                    |
| Localização: Picardia |                    |
| Situada no coração da região de Picardia, a Catedral de Amiens é uma das maiores igrejas góticas "clássicas" do século XIII. Este monumento impressiona pela coerência de seu traçado, sua formosura de estrutura interior com três níveis e a inteligente disposição das esculturas de ornamentam a fachada e a nave sul do cruzeiro. (UNESCO/BPI) |                    |

| | Monumentos romanos e românicos de Arles |
| Bem cultural inscrito em 1981. |                                         |
| Localização: Provença-Alpes-Costa Azul |                                         |
| Excelente exemplo de adaptação de uma cidade da Antiguidade clássica à civilização medieval europeia, Arles conserva vestígios e monumentos impressionantes da era romana. Os mais antigos –criptopórticos, circo e teatro romano – datam do século primeiro a.C. A cidade teve uma segunda era áurea no século IV, da qual são amostras as termas de Constantino e a necrópole de Alyscamps. Nos séculos XI e XII, Arles voltou a ser uma das cidades mais belas da região do Mediterrâneo. Na cidade interna se ergue a Igreja de São Trófimo, um dos monumentos mais importantes da arte românica provençal. (UNESCO/BPI) |                                         |

| | Teatro Antigo e seus arredores e Arco do Triunfo de Orange |
| Bem cultural inscrito em 1981. |                                                            |
| Localização: Provença-Alpes-Costa Azul |                                                            |
| Situada no Vale do Ródano, a cidade de Orange possui um dos maiores teatros romanos em melhor estado de conservação do mundo, com uma fachada cênica de 103 metros de altura. Ainda assim, conta com um arco triunfal construído entre os anos 10 e 25 de nossa era, que é um dos mais belos exemplos subsistentes dos monumentos romanos provinciais deste tipo erguidos na era de Augusto. Seus baixo-relevos representam o estabelecimento da pax romana. (UNESCO/BPI) |                                                            |

| | Abadia Cisterciense de Fontenay |
| Bem cultural inscrito em 1981. |                                 |
| Localização: Borgonha |                                 |
| Fundada em 1119 por São Bernardo, este monastério borgonhês de arquitetura austera ilustra perfeitamente com seus diferentes componentes - igreja, claustro, refeitório, dormitório, padaria e ferraria - o ideal de autarquia das primeiras comunidades monásticas cistercienses. (UNESCO/BPI) |                                 |

| | Salina Real de Arc-et-Senans e Grandes Salinas de Salins-les-Bains |
| Bem cultural inscrito em 1982; estendido em 2009. |                                                                    |
| Localização: Franco Condado |                                                                    |
| Situada nas cercanias da cidade de Besançon, a Salina Real de Arc-et-Senans é obra do arquiteto Claude-Nicolas Ledoux. Começou a ser construída em 1775, no início do reinado de Luís XVI, e foi a primeira realização importante da arquitetura industrial na qual se patentearam os ideias de progresso do Século das Luzes. O vasto conjunto arquitetônico semicircular do local foi desenhado para facilitar uma organização racional e hierarquizada do trabalho. A cidade ideal que se havia planejado construir imediatamente após não chegou a ser realizada. A Grande Salina de Salins-les-Bains, de onde se extrai sal desde a Idade Média ou até antes, inclui três edifícios: os armazéns de sal, o edifício do poço de Amont e uma antiga residência. O sítio é testemunho da história da extração de sal na França. (UNESCO/BPI) |                                                                    |

| | [[Place Stanislas\|Place Stanislas, Place de la Carrière e Place d'Alliance em Nancy |
| Bem cultural inscrito em 1983. |                                                                                      |
| Localização: Lorena |                                                                                      |
| Residência de veraneio de Stanislas Leszczynski – antigo rei da Polônia, que terminaria seus dias como Duque de Lorena - a cidade de Nancy é o exemplo mais antigo e típico de uma capital moderna, na qual um soberano ilustre mostrou sua preocupação com obras de utilidade pública. Executado entre 1752 e 1756 por um brilhante grupo de arquitetos dirigido por Emmanuel Héré, o projeto de remodelação urbana de Nancy destacou o grande rigor de seu projeto e se une a um conjunto monumental sumariamente construído, no qual a exaltação à figura do soberano se une a uma grande funcionalidade. (UNESCO/BPI) |                                                                                      |

| | Abadia de Saint-Savin-sur-Gartempe |
| Bem cultural inscrito em 1983. |                                    |
| Localização: Nova Aquitânia |                                    |
| A igreja desta abadia, qualificada de "Capela Sistina da Arte Românica", possui uma grande número de afrescos belíssimos dos séculos XI e XII que se encontram num admirável estado de conservação. (UNESCO/BPI) |                                    |

| | Ponte do Gard |
| Bem cultural inscrito em 1985. |               |
| Localização: Occitânia |               |
| Construída pouco antes da era cristã, esta ponte possui o mesmo tramo do largo aqueduto romano de Nimes - cinquenta quilômetros - pelo qual atravessa o rio Gard. Os arquitetos e engenheiros hidráulicos romanos que projetaram esta construção de 50 metros de altura com três arcadas sobrepostas - a mais larga possui 275 metros - não somente realizaram uma proeza técnica, mas também uma grande obra de arte. (UNESCO/BPI) |               |

| | Estrasburgo: A Ilha Grande e Neustadt |
| Bem cultural inscrito em 1988; estendido em 2017. |                                       |
| Localização: Alsácia |                                       |
| Rodeada por duas margens do rio Ill, a Grande Ilha é o centro histórico da capital alsaciana. Em uma área bastante reduzida abriga um conjunto de monumentos de qualidade excepcional: a catedral, quatro igrejas antigas e o Palácio de Rohan, antiga residência dos bispos-príncipes. Estes edifícios não estão ilhados, mas unidos ao bairro antigo que ilustra as funções desempenhadas pela cidade medieval e a evolução de Estrasburgo entre os séculos XV e XVIII. (UNESCO/BPI) |                                       |

| | Paris, margens do Sena |
| Bem cultural inscrito em 1991. |                        |
| Localização: Ilha de França |                        |
| A evolução da cidade de Paris e sua história podem ser contempladas ao percorrer as margens do Sena desde o Museu do Louvre até a Torre Eiffel, passando pela Praça da Concórdia, o Grand Palais e o Petit Palais. Junto ao rio, se encontram também a Catedral de Notre-Dame e sua Sainte Chapelle, duas obras-primas da arquitetura gótica. As amplas praças e avenidas traçadas em outras partes da cidade com plano urbanístico de Haussmann serviram de modelo ao ordenamento urbano de muitas cidades do mundo. (UNESCO/BPI) |                        |

| | Catedral de Notre-Dame de Reims, Antiga Abadia de Saint-Remi e Palácio de Tau, Reims |
| Bem cultural inscrito em 1991. |                                                                                      |
| Localização: Campanha-Ardenas |                                                                                      |
| A notável aplicação das novas técnicas arquitetônicas do século XIII e a harmonia entre as esculturas e os elementos arquitetônicos fizeram da Catedral de Reims uma obra-prima da arte gótica. A antiga abadia onde se encontram os restos mortais de Saint-Reimi, o arcebispo que instituição a unção sagrada dos reis franceses, conserva uma bela nave do século XI. O Palácio de Tau, residência dos arcebispos de Reims e cenário importante da cerimônia de unção real, foi reconstruído quase por completo no século XVII. (UNESCO/BPI) |                                                                                      |

| | Catedral de Bourges |
| Bem cultural inscrito em 1992. |                     |
| Localização: Vale do Loire |                     |
| A construção da Catedral de Saint-Etienne de Bourges teve início no fim do século XII e acabou no fim do séculos seguinte. Suas proporções admiráveis e a unidade de seu desenho fazem dela uma das maiores obras da arte gótica. São especialmente notáveis o tímpano, as esculturas e os vitrais. Além da beleza arquitetônica, a catedral constitui um vivo testemunho da força do cristianismo na França medieval. (UNESCO/BPI) |                     |

| | Centro Histórico de Avinhão: Palácio dos Papas, conjunto episcopal e Ponte de Avinhão |
| Bem cultural inscrito em 1995. |                                                                                       |
| Localização: Provença-Alpes-Costa Azul |                                                                                       |
| Situada ao sudeste da França, a cidade de Avinhão foi sede dos papas no século XIV. O palácio - uma fortaleza domina a cidade, as muralhas e os vestígios de uma ponte do século XII sobre o rio Ródano. Junto ao Pequeno Palácio e a Catedral românica de Notre Dame des Doms que se encontram aos seus pés, a residência papal, obra notável da arquitetura gótica, forma um extraordinário conjunto monumental que testifica o importante papel desempenhado por Avinhão na Europa cristã do século XIV. (UNESCO/BPI) |                                                                                       |

| | Canal do Midi |
| Bem cultural inscrito em 1996. |               |
| Localização: Occitânia |               |
| Construída entre 1667 e 1694, esta rede de 360 quilômetros de canais navegáveis liga o Mediterrâneo e o Antlântica graças a 328 obras de engenharia diversas: esclusas, aquedutos, pontes, túneis, etc. É uma das realizações da engenharia civil mais extraordinárias da era moderna, precursora da Revolução Industrial. O interesse pela estética arquitetônica e paisagística que animou o autor do projeto, Pierre-Paul Riquet, fez deste canal uma proeza técnica e uma autêntica obra de arte. (UNESCO/BPI) |               |

| | Pirenéus–Monte Perdido |
| Bem cultural inscrito em 1997; estendido em 1999. |                        |
| Localização: Occitânia |                        |
| Este bem é compartilhado com Espanha. |                        |
| Situado em ambos os lados da fronteiras entre França e Espanha, este extraordinário paisagem montanhosa tem por centro o maciço calcário do Monte Perdido, que culmina a 3.352 metros de altura. O sítio, que se estende por uma superfície de 30.639 hectares, conta com formações geológicas clássicas: dois cânions, os maiores e mais profundos da Europa, situados na vertente meridional espanhola; e três grandes circos glaciares na vertente setentrional francesa, que é mais abrupta. Além disso, o Monte Perdido é uma zona de pastoreio onde se pode observar um modo de vida rural muito estendido pelas regiões montanhosas da Europa, que se mantiveram intactas ao longo de todo o século XX. Sua paisagem dominada por aldeias, granjas, campos, pastos altos e estranhas montanhosas constitui um testemunho inestimável do passado da sociedade europeia. (UNESCO/BPI) |                        |

| | Pirenéus–Monte Perdido |
| Bem cultural inscrito em 1997; estendido em 1999. |                        |
| Localização: Occitânia |                        |
| Este bem é compartilhado com Espanha. |                        |
| Situado em ambos os lados da fronteiras entre França e Espanha, este extraordinário paisagem montanhosa tem por centro o maciço calcário do Monte Perdido, que culmina a 3.352 metros de altura. O sítio, que se estende por uma superfície de 30.639 hectares, conta com formações geológicas clássicas: dois cânions, os maiores e mais profundos da Europa, situados na vertente meridional espanhola; e três grandes circos glaciares na vertente setentrional francesa, que é mais abrupta. Além disso, o Monte Perdido é uma zona de pastoreio onde se pode observar um modo de vida rural muito estendido pelas regiões montanhosas da Europa, que se mantiveram intactas ao longo de todo o século XX. Sua paisagem dominada por aldeias, granjas, campos, pastos altos e estranhas montanhosas constitui um testemunho inestimável do passado da sociedade europeia. (UNESCO/BPI) |                        |

| | Cidade fortificada histórica de Carcassonne |
| Bem cultural inscrito em 1997. |                                             |
| Localização: Occitânia |                                             |
| Na colina onde se ergue hoje esta cidade história, foram construídas fortificações desde a era pré-romana. Carcassonnne é um exemplo destacado de cidade medieval fortificada provida de um vasto sistema defensivo que circunda o castelo e suas dependências, assim a soberba catedral gótica e o restante dos edifícios urbanos. A importância da cidade se deve também por ter sido cenário de prolongadas obras de restauração empreendidas por Viollet-le-Duc, um dos criadores da arte moderna de conservação e reabilitação de monumentos e obras de arte. (UNESCO/BPI) |                                             |

| | Caminhos de Santiago na França |
| Bem cultural inscrito em 1998. |                                |
| Localização: Picardia |                                |
| Ao longo de toda a Idade Média, Santiago de Compostela foi o lugar de peregrinação de maior importância da cristandade, para onde se dirigiam milhares de devotes de toda a Europa. As quatro rotas pelas quais transitavam os peregrinos em França, antes de alcançar Espanha, abrigam importantes monumentos históricos hoje inscritos como Patrimônio Mundial. (UNESCO/BPI) |                                |

| | Cidade Histórica de Lyon |
| Bem cultural inscrito em 1998. |                          |
| Localização: Ródano-Alpes |                          |
| A cidade de Lyon foi fundada no século primeiro a.C. pelos romanos, que estabeleceram nela a capital das Três Gálias. Desde então, Lyon desempenha um papel importante no desenvolvimento político, cultural e econômico da Europa em toda a sua história. Sua estrutura urbana e seus numerosos monumentos de todas as épocas são vivos testemunhos dessa importância. (UNESCO/BPI) |                          |

| | Jurisdição de Saint-Émilion |
| Bem cultural inscrito em 1999. |                             |
| Localização: Aquitânia |                             |
| O cultivo da uva foi introduzido pelos romanos nesta fértil região da Aquitânia e se intensificou na Idade Média. A partir do século XI foram edificadas no território de Saint-Emilion diversas igrejas, monastérios e hospitais, devido a sua localização em uma das rotas de peregrinação a Santiago de Compostela. O título de "jurisdição" foi concedido no século XII, nos tempos de dominação inglesa. Saint-Emilion conta com uma paisagem excepcional totalmente dedicada ao cultivo de uva e também com um grande número de povoados e aldeias que possuem monumentos históricos de grande qualidade. (UNESCO/BPI) |                             |

| | Campanários da Bélgica e da França |
| Bem cultural inscrito em 1999; estendido em 2005. |                                    |
| Localização: Picardia |                                    |
| Este bem é compartilhado com Bélgica. |                                    |
| Vinte e três campanários situados no norte da França e o campanário belga de Gembloux foram inscritos na lista, ampliando assim o sítio formado por 32 campanários municipais de Flandres e Valônia que já figuravam na lista desde 1999. Construídos entre os séculos XI e XVII, estes campanários são representativos de diversos estilos arquitetônicos - romanesco, gótico, renascentista e barroco - e constituem símbolos muito significativos da conquista das liberdades cívicas por parte das populações urbanas. Em tempos em que a maioria das cidades italianas, alemãs e inglesas optavam por construir ajuntamentos, nesta região do norte da Europa optaram pela construção de campanários municipais. (UNESCO/BPI) |                                    |

| | Vale do Loire entre Sully-sur-Loire e Chalonnes-sur-Loire |
| Bem cultural inscrito em 2000. |                                                           |
| Localização: Loire |                                                           |
| Esta paisagem cultural, única em seu gênero, possui pequenas cidades e povoados históricos, grandes monumentos arquitetônicos (castelos e palácios) e terras de cultivo, que são o resultado da interação entre seus habitantes e o meio físico, em particular o rio Loire. (UNESCO/BPI) |                                                           |

| | Provins, vila franca medieval |
| Bem cultural inscrito em 2000. |                               |
| Localização: Ilha de França |                               |
| Situada no centro dos antigos domínios dos poderosos condes da Campanha, a cidade medieval fortificada de Provins constitui um testemunho da primeira fase áurea das feiras comerciais internacionais e da indústria de lã. Provins preserva sua estrutura urbana, concebida especialmente para abrigar as feiras e atividades relacionadas. (UNESCO/BPI) |                               |

| | Le Havre: Cidade Reconstruída por Auguste Perret |
| Bem cultural inscrito em 2005. |                                                  |
| Localização: Alta Normandia |                                                  |
| A cidade de Le Havre, situada na região da Normandia, nas margens do Canal de La Mancha, foi vítima de intensos bombardeios durante a Segunda Guerra Mundial. Entre 1945 e 1964, a parte bombardeada foi reconstruída com base no plano urbanístico de uma equipe dirigida por Auguste Perret. O sítio inscrito está interligado pelo centro administrativo, comercial e cultural da cidade. Entre as muitas cidades reconstruídas, Le Havre destaca-se pela excepcional unidade e integridade de seu projeto de reconstrução, no qual se associaram os vestígios do traçado urbano precedente e as estruturas históricas subsistentes com as novas ideias em matéria de urbanismo e técnicas de construção. A reconstrução desta cidade é um notável exemplo de aplicação dos princípios da arquitetura e a planificação urbanística do pós-guerra, baseados na unidade metodológica, o uso de elementos pré-fabricados, o recurso sistemático a uma planta modular e a exploração inovadora das possibilidades do concreto. (UNESCO/BPI) |                                                  |

| | Bordeús, Porto da Lua |
| Bem cultural inscrito em 2007. |                       |
| Localização: Aquitânia |                       |
| O centro histórico desta cidade portuária do sudoeste da França possui um conjunto urbanístico e arquitetônico excepcional criado no século das Luzes, cujos valores perduraram até a primeira metade do século XX. Bordéus é, depois de Paris, a cidade francesa com mais monumentos históricos protegidos. Foi um centro de intercâmbios culturais ao longo de dois milênios, sobretudo a partir do século XII, época em que se estreitaram seus vínculos com a Grã-Bretanha e os Países Baixos. O traçado urbano e os conjuntos de edifícios construídos desde princípios do século XVIII não somente fazem desta cidade um exemplo excepcional da arquitetura neoclássica, sendo que lhe conferem uma coerência e unidade extraordinárias. O urbanismo de Bordéus reflete o triunfo dos ideais dos filósofos do Século das Luzes, que aspiravam fazer das cidades verdadeiros ninhos do humanismo, universalidade e cultura. (UNESCO/BPI) |                       |

| | Lagoas da Nova Caledónia: Diversidade dos recifes e ecossistemas conexos |
| Bem natural inscrito em 2008. |                                                                          |
| Localização: Nova Caledônia |                                                                          |
| Este sítio compreende seis conjuntos marinhos representativos da diversidade principal dos recifes coralinos e ecossistemas conexos do arquipélago francês de Nova Caledônia, situado no Oceano Pacífico, que possui um dos três maiores sistemas de recifes do planeta. As lagoas contam com uma variedade excepcional de espécies de corais e peixes, uma ampla gama de habitats que vão desde manguezais até pradarias marinhas e uma das concentrações de estruturas de recifes mais diversas do planeta. As lagoas e recifes da Nova Caledônia abrigam ecossistemas intactos com populações numerosas de grandes predadores e peixes de grande porte. (UNESCO/BPI) |                                                                          |

| | Fortificações de Vauban |
| Bem cultural inscrito em 2008. |                         |
| Localização: Alta França / Borgonha-Franco Condado / Bretanha |                         |
| Este sítio é composto por 13 grupos de edificações e sítios fortificados situados nas fronteiras, norte, leste e oeste da França que constituem o melhor exemplo da obra do engenheiro militar de Luís XIV, Sébastien Le Prestre de Vauban (1633-1707). Abriga cidades criadas ex-nihilo, citadelas edificadas em terreno plano, muralhas de cidades com bastiões, várias torres-bastiões e uma torre atípica, assim como uma residência, fortes de montanha e fortes costeiros, uma bateria de montanha e duas estruturas de comunicação em zona montanhosa. (UNESCO/BPI) |                         |

| | Picos, circos e escarpas da Ilha da Reunião |
| Bem natural inscrito em 2010. |                                             |
| Localização: Reunião |                                             |
| Este sítio abriga a zona central do Parque Nacional da Ilha de Reunião, isto é, uma extensão de 100 mil hectares equivalente a 40% da superfície da ilha, que está situado no sudoeste do Oceano Índico e conta com dois maciços vulcânicos. Dominado por dois picos vulcânicos, o sítio possui um conjunto de escarpaduras, desfiladeiros e lagoas com bosques que formam uma paisagem espetacular. É o habitat natural de uma grande variedade de plantas com um alto grau de endemismo. (UNESCO/BPI) |                                             |

| | Cidade Episcopal de Albi |
| Bem cultural inscrito em 2010. |                          |
| Localização: Occitânia |                          |
| Situada no sudoeste da França, nas margens do rio Tarn, a antiga cidade de Albi é uma amostra do desenvolvimento florescente de um conjunto arquitetônico e urbano medieval do qual são testemunhos, todavia, a Ponte Velha e os cátaros, Albi chegou a ser uma poderosa cidade episcopal. Construída durante este meste século em estilo gótico meridional, com tijolos de tonalidade avermelhada, sua catedral fortificada domina o conjunto da cidade e ilustra o poderio recobrado pelo clero católico romano no fim das Cruzadas. (UNESCO/BPI) |                          |

| | Causses e Cevenas, paisagem cultural agro-pastorícia mediterrânica |
| Bem cultural inscrito em 2011. |                                                                    |
| Localização: Occitânia |                                                                    |
| Se trata de uma paisagem montanhosa situada no sul da França com vales profundos que é representativa da relação entre os sistemas agropastoris e seu meio ambiente biofísico, em particular através de vales. (UNESCO/BPI) |                                                                    |

| | Grandes cidades termais da Europa |
| Bem cultural inscrito em 2021. |                                   |
| Localização: Auvergne-Rhône-Alpes |                                   |
| Este bem é compartilhado com: Alemanha, Áustria, Bélgica, Chéquia, Itália e Reino Unido. |                                   |
| Este site transnacional abrange as famosas estâncias balneares localizadas em onze cidades de sete países europeus: Baden bei Wien (Áustria); Spa (Bélgica); Františkovy Lázně, Karlovy Vary e Mariánské Lázně (Chéquia); Vichy (França); Bad Ems, Baden-Baden e Bad Kissingen (Alemanha); Montecatini Terme (Itália) e Cidade de Bath (Reino Unido). O desenvolvimento de todas essas localidades deveu-se à existência de nascentes de água mineral em seus territórios, bem como ao auge das curas termais na Europa desde o início do século XVIII até a terceira década do século XX. Daí a criação de grandes centros termais para um público internacional abastado, o que influenciou a sua estrutura urbana porque a vida da cidade se organizou em torno dos edifícios e estâncias ("kurhaus" e "kursaal", em alemão) dedicados às terapias termais. Construídos com suntuosas colunatas, galerias e salas, esses edifícios foram projetados para incentivar a prática do banho e o consumo de águas minerais, e também para explorar o seu potencial econômico. As estâncias termais criaram ainda inúmeros jardins, salas de conferências, casinos, teatros, hotéis, residências mansões e infraestruturas especificamente destinadas à condução de águas termais. Todas as construções foram integradas em complexos urbanos de grande beleza paisagística, zelosamente organizados para a administração de terapias e a realização de atividades recreativas. O conjunto desses spas é representativo da importância da troca de valores humanos, bem como da evolução da ciência, da medicina e da balneoterapia. (UNESCO/BPI) |                                   |

| | Farol de Cordouan |
| Bem cultural inscrito em 2021. |                   |
| Localização: Nouvelle-Aquitaine |                   |
| Este farol se ergue sobre uma meseta rochosa plana do Oceano Atlântico, situada no Estuário da Gironda. Projetado pelo engenheiro Louis de Foix, foi construído com com silhares de calcário, entre finais do século XVI e inícios do século XVII, em um ambiente natural inóspito e muito exposto às intempéries e às marés. No final do século XVIII, foi remodelado pelo engenheiro Joseph Teulère. Decorado com pilastras, colunas, modilhões e gárgulas, a torre monumental de Cordouan é uma obra-prima da sinalização marítima, altamente representativa da história arquitetônica e tecnológica dos faróis. Sucessora dos famosos faróis de tempos passados, esta torre é ilustrativa da arte de construir faróis em uma época em que as técnicas de navegação foram modernizadas e os faróis ainda desempenhavam um papel importante como marcadores territoriais e dispositivos de resgate. Além disso, a elevação da torre e a modernização do seu farol no final do século XVIII são um testemunho vivo dos importantes avanços científicos e tecnológicos já alcançados naquela época. A arquitetura do farol de Córdoba foi inspirada na dos faróis clássicos da Antiguidade, bem como no Maneirismo Renascentista e no estilo arquitetônico peculiar da Escola de Pontes e Estradas da França. (UNESCO/BPI) |                   |

| | Nice, cidade balneário de inverno da Riviera |
| Bem cultural inscrito em 2021. |                                              |
| Localização: Provence-Alpes-Côte d'Azur |                                              |
| A cidade mediterrânea de Nice, perto da fronteira italiana, é testemunha da evolução do inverno influenciada pelo seu clima ameno e pela sua localização junto ao mar, no sopé dos Alpes. A partir de meados do século 18, Nice atraiu um número crescente de famílias aristocráticas e de classe alta, principalmente britânicas, que costumavam passar os invernos ali. Em 1832, Nice, então parte do Reino de Sabóia-Piemonte-Sardenha, adotou um plano de traçado urbano para torná-la atraente para os estrangeiros. Pouco depois, o Camin dei Inglesi, uma modesta trilha de dois metros de largura à beira-mar, foi alargado para se tornar um passeio de prestígio, conhecido como Promenade des Anglais (Passeio dos Ingleses), após a cessão da cidade à França em 1860. Ao longo do século seguinte, um número crescente de residentes de inverno de outros países, especialmente da Rússia, aglomerou-se na cidade promovendo fases sucessivas de desenvolvimento de novas áreas próximas à antiga cidade medieval. As diversas influências culturais dos residentes de inverno e o desejo de aproveitar ao máximo as condições climáticas e paisagísticas do local, moldaram o planejamento urbano e os estilos arquitetônicos ecléticos desses bairros, contribuindo para a fama da cidade como um resort cosmopolita de inverno. (UNESCO/BPI) |                                              |

| | Maison Carrée em Nîmes |
| Bem cultural inscrito em 2023. |                        |
| Localização: Occitânia |                        |
| Erguida no século I dC na colónia romana de Nemausus – hoje Nîmes na França – a Maison Carrée é um dos primeiros exemplos de templo romano associado ao culto imperial nas províncias de Roma. Dedicado aos herdeiros prematuramente falecidos de Augusto, os Príncipes da Juventude, este edifício promoveu o controlo de Roma sobre o seu território conquistado, ao mesmo tempo que anunciava simbolicamente a lealdade da população da cidade de Nemausus à linha dinástica de Augusto. A arquitetura e a decoração elaborada comunicavam simbolicamente o programa ideológico de Augusto, que fez a transição da Roma Antiga da república para o império, abrindo uma nova era de ouro conhecida como Pax Romana. |                        |

| O Monumento Americano de Montsec, em Meuse. | Sítios funerários e memoriais da Primeira Guerra Mundial (Frente Ocidental) |
| O Monumento Americano de Montsec, em Meuse. | Bem natural inscrito em 2023. |
| O Monumento Americano de Montsec, em Meuse. | Localização: Mosela |
| O Monumento Americano de Montsec, em Meuse. | Este bem é compartilhado com Bélgica. |
| O Monumento Americano de Montsec, em Meuse. | Esta propriedade serial transnacional compreende sítios ao longo da Frente Ocidental da Primeira Guerra Mundial, onde a guerra foi combatida entre os alemães e as Forças Aliadas entre 1914 e 1918. Localizado entre o norte da Bélgica e o leste da França, os componentes da propriedade variam em escala de grandes necrópoles, abrigando os restos mortais de dezenas de milhares de soldados das mais diversas nacionalidades, até pequenos e simples cemitérios e memoriais individuais. O sítio inclui diferentes cemitérios militares, cemitérios de guerra e cemitérios hospitalares ocasionalmente combinados à memoriais. (UNESCO/BPI) |

| Monte Pelée | Vulcões e florestas do Monte Pelée e as Pitons du Carbet |
| Monte Pelée | Bem natural inscrito em 2023. |
| Monte Pelée | Localização: Martinica |
| Monte Pelée | A relevância global do Monte Pelée e das Pitons du Carbet está baseada em sua representação de elementos vulcânicos, materiais e processos. A erupção de 1902-1905 é considerada um evento importante para a história da vulcanologia, tendo causado um impacto dramático na cidade de Saint Pierre que resultou em trágicas perdas de vida e um legado que permanece parte da cultura de Martinica. A propriedade serial abriga espécies ameaçadas mundialmente como o sapo-de-vulcão (Allobates chalcopis), a cobra terrestre de Lacépède (Erythrolamprus cursor) e o endêmico oreole de Martinica (Icterus bonana). (UNESCO/BPI) |

| Baía na ilha de Fatu Hiva, nas Ilhas Marquesas. | Te Henua Enata – As Ilhas Marquesas |
| Baía na ilha de Fatu Hiva, nas Ilhas Marquesas. | Bem misto inscrito em 2024. |
| Baía na ilha de Fatu Hiva, nas Ilhas Marquesas. | Localização: Polinésia Francesa |
| Baía na ilha de Fatu Hiva, nas Ilhas Marquesas. | Localizada no Oceano Pacífico Sul, esta propriedade mista em série carrega um testemunho excepcional da ocupação territorial das Ilhas Marquesas pela civilização humana que chegou por mar em cerca do ano 1000 da era comum e desenvolveu-se nestas ilhas isoladas entre os séculos X e XIX. O sítio também é um centro de biodiversidade que combina ecossistemas marinhos e terrestres insubstituíveis e excepcionalmente bem conservados. Marcados por cristas afiadas, picos impressionantes e colinas que se erguem abruptamente acima do oceano, as paisagens do arquipélago são incomparáveis nestas latitudes tropicais. O arquipélago é um centro relevante de endemismo, lar de flora rara e diversa, uma diversidade de espécies marinhas emblemáticas e um dos maiores ninhos das mais diversas aves marinhas no Pacífico Sul. Virtualmente livres da exploração humana, as águas das Marquesas estão entre as últimas reservas selvagens marinhas do mundo. A propriedade também inclui sítios arqueológicos desde as estruturas de pedras soltas até esculturas e gravuras líticas. (UNESCO/BPI) |

## Lista Indicativa
Em adição aos sítios inscritos na Lista do Patrimônio Mundial, os Estados-membros podem manter uma lista de sítios que pretendam nomear para a Lista de Patrimônio Mundial, sendo somente aceitas as candidaturas de locais que já constarem desta lista. Desde 2024, a França possui 33 locais na sua Lista Indicativa.
| Sítio                                                                                                 | Imagem | Localização               | Ano  | Dados UNESCO                | Descrição |
| --- | ------ | ------------------------- | ---- | --------------------------- | --- |
| Sítios Megalíticos de Carnac                                                                          |        | Bretanha                  | 1996 | Cultural                    | Esta indicação inclui ruínas megalíticas espalhadas pelo Departamento de Morbidan, na Bretanha. Neste último, há um conjunto único composto por três alinhamentos, um dos quais (Le Ménec) apresenta uma composição original composta por seus dois alto-falantes e suas linhas de menhirs alinhados. |
| Basílica de Saint-Denis                                                                               |        | Ilha de França            | 1996 | Cultural                    | A Catedral de Saint-Denis, outrora a Basílica Real de Saint-Denis, ocupa um lugar excepcional na história da arquitetura gótica, cada um dos principais estágios de sua construção constituindo uma revolução artística e técnica. |
| Ruão: área urbana em enxaimel, Catedral, Igreja de Saint-Ouen e Igreja de Saint-Maclou                |        | Normandia                 | 1996 | Cultural                    | Entre as cidades de arte mais importantes do país, de modo a merecer o apelido de Ville Musée, foi descrita por Stendhal como "a Atenas do Gótico" ("Athènes du gênero gothique"). Ruão preserva, de fato, um grande número de monumentos maravilhosos, especialmente góticos, e um centro histórico ainda rico em antigas casas semi-timbradas que constituem um importante exemplo de um complexo medieval norte-europeu |
| Castelo de Vaux-le-Vicomte                                                                            |        | Sena / Marne              | 1996 | Cultural                    | Vaux-le-Vicomte constitui o modelo admiravelmente preservado do primeiro Palácio de Versalhes, que foi remodelado e ampliado no final do reinado de Luís XIV e durante os reinados subsequentes. O Château de Vaux está no centro de uma vasta e direcionada composição atribuída a André Le Nôtre que complementa os jardins. A propriedade (500 hectares, incluindo 70 jardins) havia sido adquirida por Nicolas Fouquet em 1641; o paisagismo dos jardins parece ter sido concluído em 1652, enquanto o castelo foi construído de 1656 a 1659. |
| Montanha Sainte-Victoire                                                                              |        | Bouches-du-Rhône / Var    | 1996 | Natural                     | Dominando o Paysd'Aix-en-Provence, a Montanha de Sainte-Victoire é um relevo característico da "Provença calcária". É, antes de tudo, um local natural muito rico para sua herança paleontológica (ovos de dinossauro), a diversidade de sua flora (mil espécies foram listadas) e sua fauna (aves). |
| Cidades Fortificadas dos Países Baixos do Noroeste da Europa                                          |        | Champanha-Ardenas         | 1996 | Cultural                    | Este conjunto de cidades inclui as principais cidades fortificadas da área da fronteira norte, que abrange as regiões francesas do Norte - Pas-de-Calais e Champanha-Ardenas, Bélgica e as regiões sul dos Países Baixos. Essas cidades bastionadas constituem - no coração do noroeste da Europa, nas margens do Mar do Norte e nos relevos mais atormentados das Ardenas - um território particular, com alturas abertas sem apresentar qualquer obstáculo natural real não facilmente superado. |
| Parque Nacional da Vanoise                                                                            |        | Saboia                    | 2000 | Natural                     | Todo o local designado como um bem cultural, propriedade natural e paisagem cultural é essencialmente composto por territórios pertencentes à área central e periférica do Parque Nacional de Vanoise (França) e de todo o Parque nacional Gran Paradiso (na Itália). |
| Maciço do Monte Branco                                                                                |        | Alta Saboia               | 2000 | Natural                     | O maciço do Monte Branco, cujo cume (4 807 metros) é o mais alto da Europa, constitui um conjunto de geleiras e montanhas altas que são bastante excepcionais tanto do ponto de vista naturalista quanto cultural como foi no centro da origem do desenvolvimento dos esportes de montanha. |
| Camarga                                                                                               |        | Provença-Alpes-Costa Azul | 2002 | Natural: (vii)(x)           | Esta área de cerca de 20.000 hectares inclui a Reserva Natural de Camargue e outras áreas protegidas adjacentes. Este delta, um conjunto natural e artificial de mangues, pântanos, prados e rios, continua a evoluir devido aos sedimentos dos Alpes, transportados para a Camarga a partir do Ródano. |
| Estreito de Bonifacio                                                                                 |        | Córsega                   | 2002 | Natural: (vii)(viii)(ix)(x) | Complexo natural no extremo sul da Córsega formado por penhascos de calcário altos e grandiosos que formam uma costa branca deslumbrante, entre escrées e cavernas marítimas, e pelo arquipélago das Ilhas Lavezzi. |
| Parque Nacional de Écrins                                                                             |        | Provença-Alpes-Costa Azul | 2002 | Misto                       | Os Écrins formam um extenso maciço (2 710 km²), um dos mais altos da França, atingindo mais de 4000 metros, o que inclui um sistema glacial muito importante de mais de 11.000 hectares, o segundo maior na França. |
| Parque Nacional de Port-Cros                                                                          |        | Var                       | 2002 | Natural: (vii)(x)           | O Parque Nacional de Port-Cros é composto pela Ilha de Port-Cros, as ilhotas de Bagaud, Gabinière e Rascas e um perímetro marinho ribeirinho de 600 metros de largura. |
| Pântanos salgados de Guérande                                                                         |        | Loire-Atlantique          | 2002 | Misto                       | Os pântanos de sal de Guérande formam um complexo de cerca de 2278 hectares e constituem um patrimônio excepcional e único. Para as especificidades que as caracterizam, ou seja, a combinação histórica de fatores ecológicos e humanos, são, sem dúvida, a bacia salgada mais característica e com mais história da costa atlântica francesa. |
| A costa mediterrânea dos Pirenéus                                                                     |        | Pyrénées-Orientales       | 2002 | Misto                       | Esta é a paisagem cultural formada à beira da cadeia dos Pirenéus no Mar Mediterrâneo. Costa rochosa íngreme (com Cap Béar e Cabo de Creus e o Maciço de Albera), é uma paisagem natural de qualidade excepcional, que também possui uma grande riqueza de biodiversidade tanto marinha quanto terrestre. |
| Baía de Marselha                                                                                      |        | Provença-Alpes-Costa Azul | 2002 | Cultural: (ii)(iv)(v)(vi)   | O sítio proposto inclui três seções principais: a orla marítima da cidade de Marselha, o distrito de Le Panier e as ilhas adjacentes (o Arquipélago Frioul (Ilha do Se, Pomègues, Ratonneau e a Ilha de Planier). |
| Cidades Antigas da Gália Narbonense e seu território: Nîmes, Arles, Glanum e aquedutos da Via Domícia |        | Bocas do Ródano           | 2002 | Cultural: ii, iii, iv, v    | As cidades de Nîmes, Arles e Glanum estão localizadas em um eixo de comunicação essencial na história dos territórios do Império Romano: pontos de junção da Via Regordane, Via Aurélia, Via Agripa e da Via Domícia. |
| Sistema Ferroviário da Sardenha                                                                       |        | Pirenéus Orientais        | 2002 | Cultural: iv                | Esta é a linha ferroviária de bitola estreita e tração elétrica (o "Trem Amarelo"), construída entre 1903 e 1911 para ligar os cantões montanhosos dos Pirenéus catalães e o vale do Têt à rede ferroviária francesa. |
| Escritório Nacional de Estudos e Pesquisas Aeroespaciais em Meudon                                    |        | Meudon                    | 2002 | Cultural: iv                | O Escritório Nacional de Estudos e Pesquisas Aeroespaciais (ONERA), que sucedeu a Usina de Aviação Militar Chalais-Meudon em 1940, ocupa um terreno de dez hectares, na borda leste da ampla perspectiva da Propriedade Nacional de Meudon,perto da Lagoa Chalais,uma vasta bacia hexagonal projetada no século XVII. |
| Antiga Menier Chocolate em Noisiel                                                                    |        | Noisiel                   | 2002 | Cultural: iv                | A origem da fábrica menier remonta ao início do século XIX, com Jean Antoine Brutus Menier. Então, sob o impulso de quatro gerações sucessivas se desenvolverão em Noisiel, em conexão com as plantações de cacau de propriedade desta dinastia na Nicarágua, uma unidade industrial de importância primária tanto em seu projeto quanto em sua realização técnica. |
| Centro Histórico de Sarlat                                                                            |        | Sarlat-la-Canéda          | 2002 | Cultural: v, vi             | Sarlat-la-Canéda foi uma cidade piloto das experiências dos anos 60 para a proteção de antigos centros urbanos, de modo que conseguiu preservar todos os seus monumentos (77 monumentos protegidos de 11 ha). |
| Fortificações do Estuário de Rochefort: Arsenal e Carântono                                           |        | Carântono                 | 2002 | Cultural                    | Criado em 1666 por Luís XIV, a conselho de Colbert,para fornecer à costa atlântica da França uma base marítima segura, o Arsenal de Rochefort, que tem monumentos de prestígio como a Corderia Real (projetada por Blondel) ou as docas secas, está localizado a 24 km do mar, ao longo do curso do Carântono, para proteger de um embarque inimigo. |
| Ilhas Marquesas                                                                                       |        | Polinésia Francesa        | 2010 | Misto: iii, v, vii, ix, x   | As Marquesas são um ecossistema natural excepcional: o grande isolamento geográfico das ilhas, sua diversidade geomorfológica associada a uma topografia robusta está na origem da diversificação de uma flora e fauna terrestres e marinhas únicas e originais. |
| Nîmes, da Antiguidade aos dias atuais                                                                 |        | Nîmes                     | 2012 | Cultural: ii, iv            | Nîmes, uma antiga cidade romana e colônia fundada por Augusto, preservou um conjunto excepcional de monumentos e estruturas da era romana: o anfiteatro, o templo chamado Maison Carrée (inscrito em 2023), o Santuário da Fonte, o muro fortificado - doado pelo próprio Augusto - com suas portas e o Tour Magne. |
| Metz Real e Imperial, desafios de poder, comparações estilísticas e identidade urbana                 |        | Moselle                   | 2014 | Cultural: i, ii, iv         | Esta indicação abrange o coração da conurbação de Metz. Inclui os dois principais blocos da cidade histórica: o antigo bairro com a Catedral de Saint-Etienne, os complexos monumentais de Jacques-François Blondel, o Place de la Comédie, as docas da Mosela, a Place Saint-Jacques, rue de la Paix, rue du Palais e rue du Petit Paris; e do lado oposto, a expansão urbana realizada no início do século XX. |
| Praias dos Desembarques da Normandia                                                                  |        | Calvados                  | 2014 | Cultural: iv, vi            | As praias de desembarque incluem todas as praias em que as Operações de Desembarque de 6 de junho de 1944 ocorreram: Praia Utah, Praia Omaha, Praia Gold, Praia Juno e Praia Sword. Estas são complementadas por elementos costeiros terrestres e marinhos cujo papel foi importante durante esta operação: o Pointe du Hoc, a bateria de Longues-sur-Mer e o porto artificial de Winston Churchill, bem como um campo subaquático distante das praias. |
| Alpes Mediterrâneos                                                                                   |        | Alpes da Alta Provença    | 2017 | Natural: viii               | Este local transfronteiriço está localizado no sul da Cadeia alpina, entre o sudeste da França e as regiões do Piemonte e da Ligúria, no noroeste da Itália. É uma área preservada que inclui áreas naturais protegidas vizinhas, como o Parque Europeu dos Alpes Marítimos/Mercantour, o Parque dos Alpes Ligurianos, os locais de interesse comunitário da Província de Imperia e o departamento dos Alpes-Marítimos, bem como uma área marinha que inclui grande parte da margem continental entre Villefranche-sur-Mer, Mônaco e Ventimiglia. |
| Cidadela de Carcassonne e seus castelos-fortalezas montanhescos                                       |        | Aude                      | 2017 | Cultural: ii, iv            | Esta indicação cultural serial consiste na cidade de Carcassonne e uma seleção de sete castelos-fortalezas (Aguilar, Lastours, Montségur, Peyrepertuse, Puilaurens, Quéribus e Termes). Esta série de fortificações contemporâneas testemunharam a conquista de Languedoc pelo rei da França e seus vassalos, na primeira metade do século XIII, e seus objetivos: o controle de uma vasta unidade territorial e a finalidade de afirmar seu poder. |
| Charolais-Brionnais, uma paisagem cultural da pecuária                                                |        | Borgonha                  | 2018 | Cultural: iii, v            | O local designado forma o coração do terreno fértil de Charolais,no sul da Borgonha. Corresponde ao berço da pecuária Charolaise - setores do vale deArconce e do planalto de Brionnais -, onde a reprodução e engorda (engorda com grama) se desenvolveu antes de se espalhar para as áreas vizinhas e, em seguida, conquistar o espaço internacional. |
| Domaine de Fontainebleau: castelo, jardins, parque e bosque                                           |        | Sena e Marne              | 2010 | Cultural: ii, iv, vi        | Esta indicação, uma paisagem cultural viva e em evolução, é uma extensão do sítio Palácio e Parque de Fontainebleau inscrita na Lista do Patrimônio Mundial em 1981. Consiste em um pavilhão de caça usado pelos reis franceses no século XII, jardins, fontes de água e um vasto parque ao redor da residência real, bem como uma grande floresta. |
| Evidência material da construção do Estado dos Pirenéus: o Co-Principado de Andorra                   |        | Ariège                    | 2021 | Cultural: iii, iv           | Esta indicação serial transnacional é uma seleção de monumentos distribuídos nos três estados que testemunharam uma história e realidade únicas que, sem interrupção, durante o último milênio, foi tecida tripartidariamente pelo povo de Andorra e os dois co-príncipes (os bispos de Urgell e os condes de Foix, então substituídos sucessivamente pelos reis da França, chefes do período revolucionário e do Império e, finalmente, presidentes da República Francesa). A indicação é composta por doze monumentos (10 em Andorra, 1 na França e 1 na Espanha) de diferentes épocas, da Idade Média ao século XVI que sobreviveram até os nossos dias. O componente francês é o Castelo de Foix. |
| Observatório do Pic du Midi de Bigorre, pioneiro em alta montanha                                     |        | Altos Pirenéus            | 2022 | Cultural: (ii)(iii)(iv)     | O Observatório do Pic du Midi de Bigorre é um dos primeiros centros de observação astronômica de alta montanha no mundo, tendo sido construído em meados da década de 1870 para estudos de meteorologia. No decorrer de sua atividade, o local passou por diversas reformas até tornar-se um complexo científico de alta relevância no estudo dos céus a nível mundial. Situado na região mais alta dos Pirenéus, a cerca de 2 800 metros de altitude, o observatório dispõe de uma das mais intactas regiões de céu noturno da Europa. |
| Ilha de Saint-Honorat, ilha monástica do arquipélago de Lérins a Cannes                               |        | Alpes Marítimos           | 2022 | Cultural: (v)(vi)           | A Ilha de Saint-Honorat, localizada no arquipélago de Lérins, próximo à Cannes, no sul da França, é considerada um dos locais primordiais do monasticismo ocidental, sendo marcante principalmente como berço ou local de início de vida religiosa de diversos santos e bispos católicos renomados. Dentre estes, destacam-se São Honorato de Arles (fundador do mosteiro da ilha e posteriormente Bispo de Arles) e São Vicente de Lérins (autor da obra Commonitorium). Ao longo dos séculos, o local se tornou um centro de produção prolífico de literatura sacra medieval e permanece até a atualidade como o único mosteiro da Baixa Idade Média ainda em pleno funcionamento.                  |
| Sítios paroquiais de Finistère                                                                        |        | Finistère                 | 2024 | Cultural: (ii)(iii)         | A propriedade indicada abrange um conjunto de trinta templos católicos construídos ao longo da Idade Média e que servem como expoentes da arquitetura gótica durante aquele período no noroeste da França medieval. Diversas destas igrejas situadas no departamento francês de Finistère foram palco atemporal das agitações de cunho político-social do fim do medievo, como o estabelecimento de rotas comerciais com o Oriente e a Reforma Protestante. |